# اتحادیه فوتبال لسوتو
اتحادیه فوتبال لسوتو (انگلیسی: Lesotho Football Association) نهاد اداره‌کننده مسابقات فوتبال و فوتسال در کشور لسوتو است.
این سازمان که در سال ۱۹۳۲ تأسیس شده عضو کنفدراسیون فوتبال آفریقا و فیفا نیز می‌باشد و مقر آن در شهر ماسرو است.